# Свети Димитър (Дренково)
Вижте пояснителната страница за други значения на Свети Димитър.
„Свети Димитър“ е възрожденска православна църква в горноджумайското село Дренково (Дреново), България, част от Неврокопската епархия на Българската православна църква. Обявена е за паметник на културата.

## Архитектура
Храмът е построен в 1890 година в Марковска махала. В архитектурно отношение представлява голяма трикорабна псевдобазилика с двускатен покрив със скосен гибел. Отвън храмът е декориран с каменни релефи, псевдоконструктивни ниши над вратите и прозорците и конхално изпъкнал корниз. Корабите в интериора са разделени с два реда дървени колони, като средният кораб е по-висок. Интериорът е от 1893 – 1896 година, дело на банския художник Михалко Голев. Ценни са таваните, стенописите, иконостасът, владишкият трон, амвонът, проскинитарият и парапета на женската църква.